# Врадиевский район
Врадиевский район (укр. Врадіївський район) — упразднённая административная единица на северо-западе Николаевской области Украины. Административный центр — посёлок городского типа Врадиевка.

## География
Площадь 801 км².
Основные реки — Кодыма, Чичиклея (пересыхающая).

## История
30 декабря 1962 года район был упразднён, восстановлен 8 декабря 1966 года.

## Демография
Население района составляет 17 064 человека (2019), в том числе в городских условиях проживают 8275 человек.

## Административное устройство
Количество советов:
- поселковых — 1
- сельских — 11

Количество населённых пунктов:
- посёлков городского типа — 1
- сёл — 36

## Населённые пункты
Список населённых пунктов района находится внизу страницы
Ликвидированы:
- с. Весёлое (укр. Веселе), ликв. в 70-х годах
- с. Новоивановское (укр. Новоіванівське), ликв. в 70-х годах
- с. Новониколаевка (укр. Новомиколаївка), ликв. в 80-х годах
- с. Новосёловка (укр. Новоселівка), ликв. в 80-х годах
- с. Новостепановка (укр. Новостепанівка), ликв. в 80-х годах
- с. Пилиповка (укр. Пилипівка), присоединено к с. Доброжановка 24.12.1998 г.

## Транспорт
Через район проходит автодорога М-13 и железнодорожная ветка Котовск — Первомайск.

## Известные уроженцы и жители
- Дарья Дьяченко (1924—1944) — член подпольной комсомольской организации «Партизанская искра», руководитель подпольных молодёжных групп, действовавших на территории временно оккупированной Николаевской области Украинской ССР. Герой Советского Союза.
- Ларин, Василий Михайлович (1908—1957) — советский военачальник, генерал-майор.
- Фурсенко, Леонид Иванович (р. 1936) — украинский, советский педагог, общественный и научный деятель.